# Cenopalpus tamarixi
Cenopalpus tamarixi är en spindeldjursart som beskrevs av Nassar och Kandeel 1984. Cenopalpus tamarixi ingår i släktet Cenopalpus och familjen Tenuipalpidae. Inga underarter finns listade i Catalogue of Life.